# Hohenroth (Trautskirchen)
Hohenroth ist ein Gemeindeteil der Gemeinde Trautskirchen im Landkreis Neustadt an der Aisch-Bad Windsheim (Mittelfranken, Bayern). Hohenroth liegt in der Gemarkung Trautskirchen.

## Geografie
Im Dorf entspringt ein namenloser Bach, ein rechter Zufluss des Selingsbachs, der wiederum ein linker Zufluss der Zenn ist. Im Nordwesten grenzt der Schußbachwald an. Einen Kilometer nördlich des Ortes liegt der Höllgraben und die Ziegelleite, 0,5 km südöstlich liegt der Obere Herrschaftswald. Gemeindeverbindungsstraßen führen nach Merzbach (0,9 km südwestlich), nach Altselingsbach (2 km östlich) und nach Trautskirchen zur Staatsstraße 2413 (2 km südlich).

## Geschichte
Der Ort wurde 1169 als „Mucginrute“ erstmals urkundlich erwähnt, als das Kloster Heilsbronn dort Güter erwarb. In einer päpstlichen Bulle des Jahres 1249, in der weitere Erwerbungen des Klosters bestätigt wurden, wurde der Ort als „Homrat“ erwähnt. Insgesamt besaß das Kloster fünf Anwesen, die alle im Dreißigjährigen Krieg verödeten.
Gegen Ende des 18. Jahrhunderts gab es in Hohenroth zehn Anwesen (4 Halbhöfe, 3 Güter, 1 Gütlein, 2 Häuser). Das Hochgericht übte das brandenburg-bayreuthische Stadtvogteiamt Markt Erlbach aus. Die Dorf- und Gemeindeherrschaft und die Grundherrschaft über alle Anwesen hatte das Kastenamt Neuhof.
Von 1797 bis 1810 unterstand der Ort dem Justizamt Markt Erlbach und Kammeramt Neuhof. Im Rahmen des Gemeindeedikts wurde Hohenroth dem 1811 gebildeten Steuerdistrikt Linden und der 1813 gegründeten Ruralgemeinde Altselingsbach zugeordnet. Am 1. Januar 1970 wurde Hohenroth nach Trautskirchen eingemeindet.

## Einwohnerentwicklung
| Jahr      | 001818 | 001840 | 001861 | 001871 | 001885 | 001900 | 001925 | 001950 | 001961 | 001970 | 001987 |
| Einwohner | 65     | 70     | 67     | 65     | 92     | 73     | 65     | 92     | 67     | 53     | 45     |
| Häuser    | 10     | 12     |        |        | 10     | 13     | 12     | 11     | 12     |        | 14     |
| Quelle    | [ 12 ] | [ 13 ] | [ 14 ] | [ 15 ] | [ 16 ] | [ 17 ] | [ 18 ] | [ 19 ] | [ 20 ] | [ 21 ] | [ 1 ]  |

## Religion
Der Ort ist seit der Reformation evangelisch-lutherisch geprägt und bis heute nach St. Laurentius (Trautskirchen) gepfarrt. Die Einwohner römisch-katholischer Konfession sind nach Mariä Himmelfahrt (Sondernohe) gepfarrt.